# 33 Librae
33 Librae (33 Lib) – gwiazda w gwiazdozbiorze Wagi. Jest odległa od Słońca o ok. 261 lat świetlnych.

## Charakterystyka
33 Librae jest gwiazdą ciągu głównego należącą do typu widmowego F0. Jest to także gwiazda zmienna typu α² Canum Venaticorum. Jest prawie 14 razy jaśniejsza od Słońca.